# Sennevoy-le-Haut
Sennevoy-le-Haut település Franciaországban, Yonne megyében. Lakosainak száma 121 fő (2022. január 1.). Sennevoy-le-Haut Cruzy-le-Châtel, Jully, Stigny, Gigny, Gland és Sennevoy-le-Bas községekkel határos.

## Népesség
A település népessége az elmúlt években az alábbi módon változott:
| Lakosok száma | 111  | 114  | 118  | 118  | 117  | 115  | 113  | 113  | 121  |
|               | 2013 | 2015 | 2016 | 2017 | 2018 | 2019 | 2020 | 2021 | 2022 |